# Burgruine Wesen
Die Burgruine Wesen ist die Ruine einer Höhenburg in der Gemeinde Waldkirchen am Wesen in Oberösterreich. Die Burg befindet sich hoch über der Donau, etwas flussabwärts des Markts Wesenufer.

## Geschichte
Die Burg wurde wahrscheinlich zu Beginn des 12. Jahrhunderts durch die Herren von Wesen erbaut. Ahnherr war ein 1100/20 genannter Richer von Ort im Innkreis. Sein Sohn Mangold wurde danach mit der Burg belehnt und nannte sich bereits um 1125 nach der Burg (der Beleg zu 1116 ist eine Fälschung). Von seinem Bruder Richger (circa 1140–1170) leitet sich die Hauptlinie der Familie ab. Sie teilt sich um 1160/70 in die Linien Wesen, Marsbach und Wesenberg.
Die Wesener waren Ministerialen der Passauer Bischöfe, und ebenfalls im Besitz von Schloss Niederwesen in Wesenufer. Erchinger II. von Wesen war 1230/31 Verwalter des Traungaus. Von 1209 bis 1252 ist Hademar I. nachweisbar, der sich zum obersten Passauer Hofbeamten empor arbeitete. Nach seinem Tod übernahm das Bistum Passau kurzfristig die Burg und gab sie an Wesener Ministeriale zur Hut. Erst unter den Habsburgern übernahmen die Herren von Wesen wieder ihren Besitz. Sie nahmen am Adelsaufstand gegen Herzog Albrecht von Österreich teil, unterwerfen sich aber 1294, wobei sie den Turm zu Wesen abgeben mussten. Der letzte seiner Familie war Erchanger von Wesen, der am 1. Februar 1322 ohne leibliche Nachkommen starb.
Nach dem Aussterben der Wesner fiel die Burg an Hadamar von Waldeck, der von der Burg Waldeck bei Diersbach stammte. Die Waldecker vereinigten den Besitz in Wesen mit dem von Einburg, heute ein Ortsteil von Raab. Hadamar von Waldeck vermachte die Burg Wesen 1325 dem Hochstift Passau als ewiges Seelgerät, d. h. als ewige Messstiftung für sich und seine Familie. Die Burg wurde in der Folge von Passauer Pflegern verwaltet, wobei der Pfleger Kaspar Albrechtshaimer und sein Sohn Pongraz 1454 und 1457 die Burg auch pfandweise innehatten.
Ab 1540 findet die Verwaltung des Besitzes der Waldecker von der Burg Marsbach aus statt, auch hatte Burg Wesen ihre Bedeutung als Donauschutzburg verloren; das alles begünstigte den Verfall der Burg. Nach der Säkularisation des Bistums Passau von 1803 wurde die Ruine verkauft.

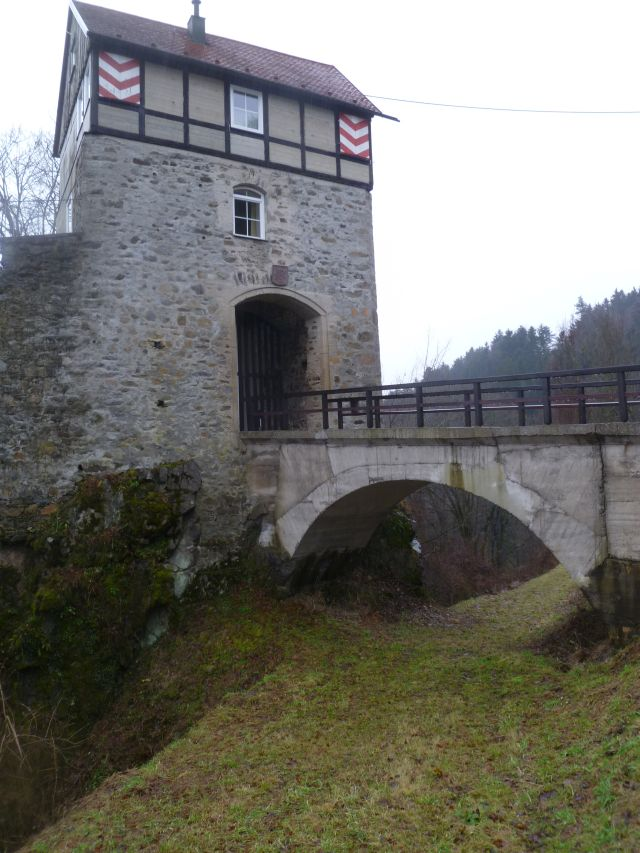
Burgruine Wesen: Torturm mit Brücke
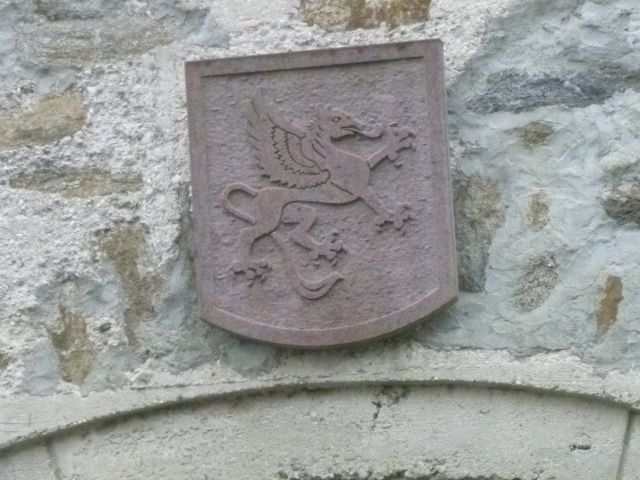
Burgruine Wesen: Wappen auf dem Torturm
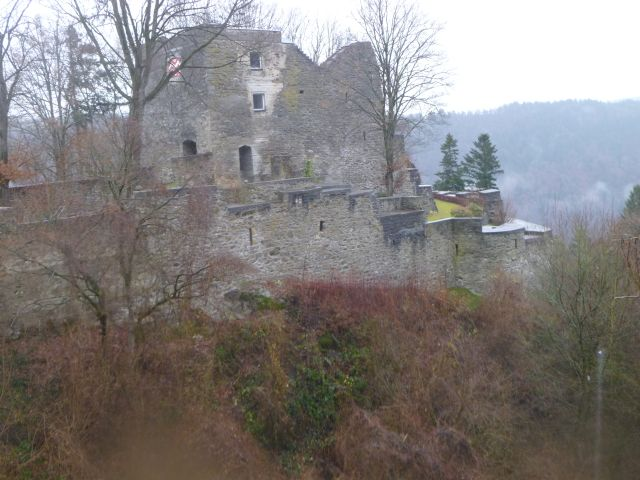
Burgruine Wesen: Palas und Ringmauer

## Ruine Wesen heute
Die ehemaligen Vorburg mit dem Zwinger ist durch den Straßenbau zerstört worden, es finden sich aber noch das Torhaus, Reste des Palas und die Mauern, welche den Burghof umschlossen haben. Der mächtige Rundturm ist bis auf die Grundmauern abgetragen worden. Vor der Burg befindet sich ein tiefer Graben, der früher mit einer Zugbrücke und heute mit einer gemauerten Brücke überspannt wird.
Seit 1960 wird die bis dahin zur Ruine verfallenen Burg als privater Wohnsitz renoviert, wobei nicht immer nach denkmalpflegerischen Gesichtspunkten vorgegangen wurde (z. B. sind Teile der Befestigung mit Sichtbeton wiederhergestellt). Die in Privatbesitz befindliche Ruine ist teilweise wiederhergestellt, jedoch nur von außen zu besichtigen.